# Martín Rodríguez (director de cine)
Martín Rodríguez Castillo (Santiago, 15 de diciembre de 1967) es un director de cine chileno.

## Biografía
Hijo de un médico y una sicóloga, es el mayor de tres hermanos. Cursó sus etapa escolar en Chile y Alemania y estudió cine en Chile. Estrenó en 2000 su primer largometraje: Dos hermanos: En un lugar de la noche, protagonizado por Francisco López y Luciano Cruz-Coke. Su segunda película, Pecados, participó en la competencia oficial del Festival de Cine de La Habana en 2006 y se estrenó comercialmente en Chile en el 2011.  Entre los años 2014 y 2018 dirigió la secretaría del Fondo de Fomento Audiovisual del Ministerio de Cultura de Chile. Actualmente se desempeña como cineasta, productor ejecutivo y profesor de Dirección de Actores.